# 7 (албум групе Валентино)
7 је седми албум групе Валентино из 2006. године. На овом албуму су радили музичари који су били сарадници на албумима других извођача попут Зане, Алисе, Вампира, Бајаге и инструктора, Дејана Цукића.
Албум је издат од стране City Records-а.

## Позадина
У периоду 2002-2006, група је имала концерте како по Балкану, тако и у свету. Поред тога, Зијо је написао песму за Амилу Гламочак.
2003. године група учествује на фестивалу у Будви са песмом „Мирише ми на тебе”, која је пар месеци раније представљена на додели награда Даворин исте године. Спот за песму режирала је Катја Рестовић.
2004. године је прослављен јубилеј поводом 20 година постојања бенда, а такође је одржан концерт у Сава центру.

## Албум
Песма „Скини ми се бона са мог телефона” је премијерно извођена на Пјесми Медитерана у Будви 2006. Група је поводом тога добила награду за најкреативнији наступ.

## Списак песама
| №   | Назив                            | Трајање |  |
| 1.  | Скини ми се бона са мог телефона | 3:05    |  |
| 2.  | Само љуби                        | 3:25    |  |
| 3.  | Ја те Мићо не волим              | 3:52    |  |
| 4.  | Boom                             | 4:10    |  |
| 5.  | Не може да гори море             | 4:47    |  |
| 6.  | Пази на ритам                    | 3:30    |  |
| 7.  | Моје име и презиме               | 3:37    |  |
| 8.  | Волим бас                        | 3:32    |  |
| 9.  | Аспирин против љубави            | 3:58    |  |
| 10. | Само љуби (unplugged)            | 3:25    |  |

## Топ листа
| Листа        | Највиша позција |
| ------------ | --------------- |
| City Records | 18              |